# Marcel Akerboom
Marcel Akerboom (Leiden, 28 oktober 1981) is een voormalig Nederlandse voetballer die als verdediger speelde.
Hij werkte de jeugdelftallen van Ajax af tot en met de A1, waar hij aanvoerder was. Stapte daarna over naar Fortuna Sittard, toen een eredivisionist. Hij debuteerde op 26 augustus 2000 in de wedstrijd Fortuna Sittard – sc Heerenveen (0–2). Akerboom stond zes seizoenen onder contract bij Fortuna Sittard. In het seizoen 2006/07 stapte Akerboom over naar FC Zwolle. Ondanks dat hij tot 32 wedstrijden kwam en daarbij één doelpunt maakte, stapte hij in het seizoen 2007/08 over naar Haarlem.
Na het faillissement van Haarlem in januari 2010 keerde hij in maart 2010 terug bij Noordwijk. Daar bereikte hij in het seizoen 2010-2011 zowel de kwartfinale van de landelijke KNVB Beker als het kampioenschap van de hoofdklasse en daarmee promotie naar de topklasse. Na het seizoen 2013/14 stopt hij met voetballen en wordt assistent-trainer bij Noordwijk.

## Interlandcarrière

### Nederland onder 19
Op 24 juli 1999 debuteerde Akerboom voor Nederland –19 in een vriendschappelijke wedstrijd tegen Nederlandse-Antillen –19 (2 – 1).
| Interlands van Marcel Akerboom | Interlands van Marcel Akerboom | Interlands van Marcel Akerboom   | Interlands van Marcel Akerboom | Interlands van Marcel Akerboom | Interlands van Marcel Akerboom |
| №                              | Datum                          | Wedstrijd                        | Uitslag                        | Soort Wedstrijd                | Doelpunten                     |
| Als speler bij AFC Ajax        | Als speler bij AFC Ajax        | Als speler bij AFC Ajax          | Als speler bij AFC Ajax        | Als speler bij AFC Ajax        | Als speler bij AFC Ajax        |
| ------------------------------ | ------------------------------ | -------------------------------- | ------------------------------ | ------------------------------ | ------------------------------ |
| 1.                             | 24 juli 1999                   | Nederlandse Antillen – Nederland | 1 – 2                          | Vriendschappelijk              | 0                              |
| 2.                             | 25 juli 1999                   | Aruba – Nederland                | 2 – 4                          | Vriendschappelijk              | 0                              |
| 3.                             | 28 juli 1999                   | Nederlandse Antillen – Nederland | 2 – 4                          | Vriendschappelijk              | 0                              |
| 4.                             | 30 juli 1999                   | Aruba – Nederland                | 2 – 4                          | Vriendschappelijk              | 1                              |
| 5.                             | 29 september 1999              | Nederland – Frankrijk            | 0 – 0                          | Vriendschappelijk              | 0                              |
| 6.                             | 17 oktober 1999                | Israël – Nederland               | 3 – 3                          | Kwalificatie EK 2000           | 0                              |
| 7.                             | 19 oktober 1999                | Azerbeidzjan – Nederland         | 0 – 2                          | Kwalificatie EK 2000           | 0                              |
| 8.                             | 13 januari 2000                | Marokko – Nederland              | 2 – 2                          | Vriendschappelijk              | 0                              |
| 9.                             | 16 januari 2000                | Marokko – Nederland              | 1 – 0                          | Vriendschappelijk              | 0                              |
| 10.                            | 28 maart 2000                  | Nederland – België               | 0 – 0                          | Vriendschappelijk              | 0                              |
| 11.                            | 25 april 2000                  | Noorwegen – Nederland            | 0 – 1                          | Kwalificatie EK 2000           | 0                              |
| 12.                            | 10 mei 2000                    | Nederland – Noorwegen            | 2 – 2                          | Kwalificatie EK 2000           | 0                              |
| 13.                            | 17 juli 2000                   | Nederland – Kroatië              | 3 – 0                          | EK 2000                        | 0                              |
| 14.                            | 19 juli 2000                   | Duitsland – Nederland            | 3 – 0                          | EK 2000                        | 0                              |

### Nederland onder 17
Op 5 augustus 1997 debuteerde Akerboom voor Nederland –17 in een vriendschappelijke wedstrijd tegen Noorwegen –17 (0 – 1).
| Interlands van Marcel Akerboom | Interlands van Marcel Akerboom | Interlands van Marcel Akerboom | Interlands van Marcel Akerboom | Interlands van Marcel Akerboom | Interlands van Marcel Akerboom |
| №                              | Datum                          | Wedstrijd                      | Uitslag                        | Soort Wedstrijd                | Doelpunten                     |
| Als speler bij AFC Ajax        | Als speler bij AFC Ajax        | Als speler bij AFC Ajax        | Als speler bij AFC Ajax        | Als speler bij AFC Ajax        | Als speler bij AFC Ajax        |
| ------------------------------ | ------------------------------ | ------------------------------ | ------------------------------ | ------------------------------ | ------------------------------ |
| 1.                             | 5 augustus 1997                | Noorwegen – Nederland          | 1 – 0                          | Kwalificatie EK 2000           | 0                              |
| 2.                             | 6 augustus 1997                | Finland – Nederland            | 1 – 2                          | Vriendschappelijk              | 0                              |
| 3.                             | 8 augustus 1997                | IJsland – Nederland            | 0 – 2                          | Vriendschappelijk              | 0                              |
| 4.                             | 9 augustus 1997                | Zweden – Nederland             | 1 – 1                          | Vriendschappelijk              | 0                              |
| 5.                             | 14 oktober 1997                | Nederland – Faeröer            | 7 – 0                          | Kwalificatie EK 1998           | 0                              |

### Nederland onder 15
Op 22 mei 1996 debuteerde Akerboom voor Nederland –15 in een vriendschappelijke wedstrijd tegen België –15 (1 – 1).
| Interlands van Marcel Akerboom | Interlands van Marcel Akerboom | Interlands van Marcel Akerboom | Interlands van Marcel Akerboom | Interlands van Marcel Akerboom | Interlands van Marcel Akerboom |
| №                              | Datum                          | Wedstrijd                      | Uitslag                        | Soort Wedstrijd                | Doelpunten                     |
| Als speler bij AFC Ajax        | Als speler bij AFC Ajax        | Als speler bij AFC Ajax        | Als speler bij AFC Ajax        | Als speler bij AFC Ajax        | Als speler bij AFC Ajax        |
| ------------------------------ | ------------------------------ | ------------------------------ | ------------------------------ | ------------------------------ | ------------------------------ |
| 1.                             | 22 mei 1996                    | Nederland – België             | 1 – 1                          | Vriendschappelijk              | 0                              |